# Ctenardisia amplifolia
Ctenardisia amplifolia är en viveväxtart som först beskrevs av Paul Carpenter Standley, och fick sitt nu gällande namn av C.L. Lundell. Ctenardisia amplifolia ingår i släktet Ctenardisia, och familjen viveväxter. Inga underarter finns listade i Catalogue of Life.